# Enginyeria aeronàutica
L'enginyeria aeronàutica és la branca de l'enginyeria que tracta del projecte, la construcció i el funcionament d'aeronaus, dels aeroports i dels dispositius i les instal·lacions auxiliars.
L'enginyeria aeronàutica també es coneix pel nom d'enginyeria astronàutica, tot i que a vegades aquesta última es refereix només als aparells de l'espai exterior.

## Introducció
Les aeronaus modernes han de suportar condicions molt severes, tals com diferències en la pressió atmosfèrica i en la temperatura o càrregues de pes molt grans. Per aquest motiu, s'han de tenir en compte molts aspectes, entre d'altres, l'aerodinàmica, els materials i l'electrònica. El coneixement i la combinació d'aquestes diverses branques d'estudi és el que, en conjunt, es coneix com a enginyeria aeronàutica. Aquest nivell de complexitat evita que l'enginyer aeronàutic se centri en una tasca en general tot sol i l'obliga a unir-se a un equip d'enginyers en el qual cadascun d'ells s'especialitza en una branca en concret.

## Història
L'origen de l'enginyeria aeronàutica actual es pot remuntar als pioners de l'aviació dels segles xix i xx. Els coneixements inicials d'enginyeria aeronàutica eren bàsicament empírics i alguns conceptes s'havien importat d'altres branques de l'enginyeria. Tot i això, aquells enginyers disposaven d'uns coneixements teòrics amb més de cent anys d'antiguitat, la dinàmica de fluids. Als anys 1920, just una dècada després dels vols dels Germans Wright, l'enginyeria aeronàutica va evolucionar a causa del desenvolupament dels avions militars de la Primera Guerra Mundial. La investigació per aconseguir una base científica sola va continuar combinant la física teòrica i els experiments.

## Disciplines que tracta
Algunes de les disciplines que tracta l'enginyeria aeronàutica són:
- Mecànica de fluids - l'estudi dels corrents de fluids al voltant d'objectes. Específicament, tracta l'aerodinàmica, que estudia els corrents d'aire al voltant de cossos com les ales o través d'objectes com els túnels de vent.
- Astrodinàmica - l'estudi dels moviments dels cossos celestes, incloent els vehicles espacials i els satèl·lits artificials.
- Enginyeria mecànica - l'estudi de l'aplicació dels principis de la física per a l'anàlisi, disseny, manufactura i manteniment dels sistemes mecànics.
- Matemàtiques - cal un estudi sòlid i comprensiu de matemàtiques per permetre un aprenentatge efectiu d'altres discipline.
- Electrotecnologia - l'estudi de l'electrònica a l'enginyeria.
- Propulsió - l'energia per moure un vehicle per l'aire (o a l'espai exterior) és proporcionada pels motors de combustió interna, reactors i turbomàquines o per coets (vegeu també hèlix i combustió espacial).
- Enginyeria de control - l'estudi de la modelació matemàtica de sistemes i el seu disseny per tal que es comportin de la manera desitjada.
- Estructures - el disseny de la configuració física de l'aparell per tal que suporti les forces a les quals està sotmès durant el vol. L'enginyeria aeronàutica intenta que les estructures siguin lleugeres.

## Estudis d'enginyeria aeronàutica
A Espanya, els estudis d'enginyeria aeronàutica es poden realitzar a les següents universitats:
- Universidad de León
  - Escuela de Ingeniería Industrial, Informática y Aeronáutica[1]
- Universidad de Sevilla (castellà)
  - Escuela Técnica Superior de Ingenieros (Sevilla)  Arxivat 2022-03-03 a Wayback Machine.(castellà)
- Universidad Politécnica de Madrid (castellà)
  - Escuela Técnica Superior de Ingenieros Aeronáuticos (ETSIA) (castellà)
  - Escuela Universitaria de Ingenieros Técnicos Aeronáuticos (EUITA) (castellà)
- Universitat Politècnica de Catalunya
  - Escola Tècnica Superior d'Enginyeries Industrial i Aeronàutica de Terrassa 
  - Escola d'Enginyeria de Telecomunicació i Aeroespacial de Castelldefels
- Universitat Politècnica de València 
  - Escola Tècnica Superior d'Enginyeria del Disseny
- Universidad de Cádiz
  - Escuela Superior de Ingeniería (ESI) - Cádiz
- Universidad Carlos III de Madrid
  - Escuela Politécnica Superior - Campus de Leganés
- Universidad Europea de Madrid
- Universidad Rey Juan Carlos
  - Escuela Técnica Superior de Ingeniería de Telecomunicación - Fuenlabrada
- Universidad Alfonso X el Sabio
  - Escuela Politécnica Superior UAX

### Principals empreses aeroespacials
- Airbus
- BAE Systems
- Boeing
- Bombardier
- EADS
- Embraer
- General Dynamics
- Honeywell
- Lockheed Martin
- Northrop Grumman
- Raytheon
- United Technologies Corporation